# Suspicions
Pour plus de détails, voir Fiche technique et Distribution.
Suspicions est un film d'horreur américain réalisé par Michael Sperrazza sorti en 1995. Le scénario est librement adapté du roman Dix Petits Nègres d'Agatha Christie.

## Fiche technique
- Titre : Suspicions
- Réalisation : Michael Sperrazza
- Scénario : Rick Ferguson et Jo Throckmorton, d'après Dix Petits Nègres d'Agatha Christie
- Photographie : Ric Donovan
- Montage : Jo Throckmorton
- Production : Jo Throckmorton
- Pays d'origine :  États-Unis
- Langue originale : anglais
- Format : couleur
- Genre : Horreur
- Durée : 83 minutes
- Dates de sortie :
  -  États-Unis : 1995

## Distribution
- Eric Breien : Ford
- Catherine Curtin : Bridgette
- Thomas Fattoruso : Hal
- Allison McDonell : Deena
- Amy Tribbey : Erika
- Craig Watkinson : Kevin